# Astragalus terminalis
Astragalus terminalis — вид квіткових рослин з родини бобових (Fabaceae). Ареал охоплює такі країни: США (центральний Айдахо, південно-західна Монтана та північно-західний Вайомінг).

## Середовище
Висота проживання: 1500—3000 метрів. Це багаторічна трав'яниста рослина з дерев'янистим корінням, яка росте на луках у долинах, передгір'ях, гірських та альпійських зонах, кам'янистих або трав'янистих схилах пагорбів, осипах та скелястих узбережжях. Наразі немає відомих серйозних загроз, що спричиняють скорочення популяції, але випас худоби та вторгнення чужорідних видів (наприклад, буркуна лікарського) можуть загрожувати цьому виду в майбутньому.